# Sorogenidae
Sorogenida
Ordre
Famille
Les Sorogenidae, uniques représentants de l’ordre des Sorogenida, sont une famille de Ciliés de la classe des Colpodea.

## Étymologie
Le nom de la famille vient du genre type Sorogena, composé de soro, abrégé de sorocarpe,, et γενε / gene, « qui engendre » ; littéralement « qui engendre au moyen de sorocarpes ».

## Description

### Microstructure
Bardele, Foissner et Blanton font la description suivante de l'espèce type : 

« Sorogena stoianovitchae est un cilié colpodide à ciliature orale constituée de 25 dikinetides paroraux ciliés à droite et de trois à cinq petits organites adoraux à gauche d'une fente orale allongée et bombée, ressemblant à celle du genre Platyophrya.
Sorogena stoianovitchae se manifeste en condition de nage libre, non en kyste de division, comme c'est le cas chez les colpodides au sens strict, par exemple les colpodes Bresslaua ou Tillina. 
Comme le montre une étude détaillée au microscope optique, la morphogenèse de S. stoianovitchae est du mode stomatique typique de certains ciliés colpodides. »

### Cycle de vie deSorogena
Blanton et Olive ont observé le cycle de vie de Sorogena stoianovitchae dans des cultures en laboratoire : 

« Les sorocystes (A) germent pour donner une cellule trophique (B), qui atteint une taille considérablement accrue en ingérant des cellules du cilié Colpoda sp. (C). La multiplication se fait par mitose (C') et les cellules trophiques peuvent former des kystes (C"). Lors de l'épuisement de la population de ciliés alimentaires, les cellules trophiques deviennent petites et minces (D) et, avec des conditions d'éclairage et un nombre de cellules appropriés, commencent à s'agréger tôt le matin (E). Les cellules continuent de se déplacer dans l'agrégat, qui est initialement une feuille plate de cellules (F), mais devient plus compact à mesure que les cellules migrent de manière centripète (G). Environ 3 heures après le début de l'agrégation un amas serré de cellules se forme (H) et se recouvre d'une gaine (I). Les cellules migrent vers l'intérieur (J), la gaine commence à former la tige (K) et le sorogène s'élève sur la surface du milieu de culture liquide (L-Q). Le processus sorogénique se produit en une demi-heure et aboutit à un sorocarpe composé d'une tige sillonnée, effilée à l’apex et d'une urne apicale de sorocystes (R). Le sorocarpe est initialement mou et collant, mais avec le temps soit s'effondre sur le milieu de culture, soit sèche pour devenir ferme et cassant (S),. »

## Distribution
Le genre Sorogena, uniquement représenté par l'espèce Sorogena stoianovitchae, est actuellement (1991) le seul membre de la famille des Sorogenidae et a été signalé principalement dans la zone tropicale et subtropicale.

## Liste des genres
Selon GBIF (24 novembre 2022) :
- Myrioblepharis
- Sorogena Bradbury & Olive, 1980
  - Espèce type : Sorogena Stoianovitchae Bradbury & Olive, 1980

## Systématique
La famille des Sorogenidae a été créée en 1980 par les biologistes américains Phyllis Clarke Bradbury (d) et Lindsay S. Olive (d),. Le nom valide de l'ordre est Sorogenida Foissner, 1985.

## Publication originale
- (en) Phyllis Clarke Bradbury et Lindsay S. Olive, « Fine Structure of the Feeding Stage of a Sorogenic Ciliate, Sorogena stoianovitchae gen. n., sp. n. », Journal of Protozoology, Wiley, vol. 27, no 3,‎ août 1980, p. 267-277 (ISSN 0022-3921 et 2375-0804, DOI 10.1111/J.1550-7408.1980.TB04253.X, lire en ligne).